# Handball-Ostzonen-Meisterschaft (Frauen) 1948/49
Mit der Handball-Ostzonen-Meisterschaft der Frauen 1948/49 wurde der Ostzonen-Meister im Feldhandball ermittelt. Es siegte die SG Kleinzschocher West Leipzig.
Die Meisterschaft wurde unter fünf Mannschaften ausgetragen. Jede Mannschaft hatte zwei Heim- und zwei Auswärtsspiele.
Mit 8:0 Punkten und 38:4 Toren lag die SG Kleinzschocher West Leipzig klar an der Tabellenspitze. Die weitere Reihenfolge ist nicht bekannt.
Es liegen jedoch die Ergebnisse der Leipzigerinnen vor, woraus sich die übrigen Endrunden-Teilnehmer ergeben:
- – SG Weißenfels-Mitte 6:2
- – SG Luckenwalde Süd 11:0
- – SG Fortuna Erfurt 14:0
- – SG Wismar Süd 7:2